# Neohydrocoptus badicus
Neohydrocoptus badicus is een keversoort uit de familie diksprietwaterkevers (Noteridae). De wetenschappelijke naam van de soort werd in 1956 gepubliceerd door Félix Guignot.